# 100 photos pour la liberté de la presse

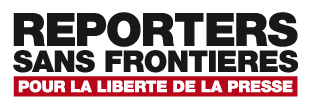
Logo de Reporters sans frontières.

100 photos pour la liberté de la presse est une collection de livres sur la photographie. 
Ils sont publiés depuis 1992 par Reporters sans frontières (RSF), organisation non gouvernementale qui œuvre notamment pour la défense de la liberté de la presse, pour l'accès à l'information et pour venir en aide aux journalistes du monde entier.
Édités dans plus de trente pays, les livres sont bilingues français-anglais et l'intégralité des ventes revient à l'ONG pour financer ses missions.
Ce sont les photographes, les agences de photographie ou les ayants droit, qui offrent les photographies à RSF pour que l'ONG puisse publier les livres, d'une périodicité de trois fois par an.

## Collection
- 1er album : Cent dessins pour la liberté de la presse, 1992
- 2e album : 100 photos pour la liberté de la presse, 1993 (couverture de Patrick Chauvel)
- 3e album : 100 photos pour la liberté de la presse, 1994
- 4e album :Time for peace, 1995
- 5e album : Sebastião Salgado, 1996
- 6e album : Raymond Depardon, 1997
- 7e album : Marc Riboud, 1998
- 8e album : Henri Cartier-Bresson, 1999
- 9e album : Robert Doisneau, avril 2000
- 10e album : Images de guerre, octobre 2000
- 11e album : Willy Ronis, avril 2001
- 12e album : William Klein, novembre 2001,  (ISBN 978-2908830651)
- 13e album : Yann Arthus-Bertrand, 1er mai 2002,  (ISBN 9782908830699)
- 14e album : Édouard Boubat, octobre 2002
- 15e album : Philip Plisson, avril 2003
- 16e album : Helmut Newton, octobre 2003
- 17e album : Dominique Issermann, avril 2004
- 18e album : Jean Dieuzaide, octobre 2004
- 19e album : Jeanloup Sieff, avril 2005
- 20e album : Jean-Philippe Charbonnier, 17 novembre 2005,  (ISBN 978-2915536294)
- 21e album : Gilles Caron, 1er mai 2006,  (ISBN 978-2877642972)[1]
- 22e album : 100 photos de foot, mai 2006
- 23e album : 100 photos de Stars par Harcourt, décembre 2006
- 24e album : 100 photos du festival de Cannes, 3 mai 2007,  (ISBN 978-2915536577)
- 25e album : Yann Arthus-Bertrand, septembre 2007
- 26e album : Sabine Weiss, décembre 2007
- 27e album : Bettina Rheims, 7 mai 2008,  (ISBN 978-2915536690)[2]
- 28e album : Reza, 25 septembre 2008,  (ISBN 978-2915536720)[3]
- 29e album : 100 portraits de Stars par H&K, 4 décembre 2008,  (ISBN 978-2915536751)[4]
- 30e album : Don McCullin, 30 avril 2009,  (ISBN 978-2915536782)[5]
- 31e album : 100 photos de nature, 17 septembre 2009,  (ISBN 978-2915536812)[6]
- 32e album : Geo, 3 décembre 2009,  (ISBN 978-2915536843)[7]
- 33e album : Magnum Photos, 29 avril 2010,  (ISBN 978-2915536898)[8]
- 34e album : Pierre et Alexandra Boulat, 9 septembre 2010,  (ISBN 978-2915536942)[9]
- 35e album : David Burnett, 9 décembre 2010,  (ISBN 978-2915536973)[10]
- 36e album : René Burri, 28 avril 2011,  (ISBN 978-2362200007)[11]
- 37e album : Elles changent l'Inde, 15 septembre 2011,  (ISBN 978-2-36220-004-5)[12]
- 38e album : Izis, décembre 2011,  (ISBN 978-2-36220-007-6)
- 39e album : Martin Parr, 3 mai 2012,  (ISBN 978-2362200106)[13]
- 40e album : Steve McCurry, 13 septembre 2012,  (ISBN 978-2362200137)[14]
- 41e album : Sam Shaw (de), 13 décembre 2012,  (ISBN 978-2362200168)[15]
- 42e album : Paolo Pellegrin, 2 mai 2013,  (ISBN 978-2362200182)[16]
- 43e album : Ai Weiwei, 12 septembre 2013,  (ISBN 978-2362200205)[17]
- 44e album : Cartooning for peace, décembre 2013
- 45e album :  Agence VII, 7 mai 2014,  (ISBN 978-2362200243)[18]
- 46e album :  Peter Lindbergh, septembre 2014,  (ISBN 978-2362200267)
- 47e album : National Geographic, 4 décembre 2014,  (ISBN 978-2362200281)[19]
- 48e album : 100 héros pour la liberté de la presse, 9 avril 2015,  (ISBN 978-2362200311)[20]
- 49e album : Jean-Marie Périer, 2 juillet 2015,  (ISBN 978-2362200335)[21]
- 50e album : Robert Capa, 3 décembre 2015,  (ISBN 978-2362200359)[22]
- 51e album : Sebastião Salgado, 7 avril 2016,  (ISBN 978-2362200380)[23]
- 52e album : Sur la route, 7 juillet 2016,  (ISBN 978-2362200403)[24]
- 53e album : le jazz, 8 décembre 2016,  (ISBN 978-2362200427)[25]
- 54e album : Yann Arthus-Bertrand, 6 avril 2017,  (ISBN 978-2362200441)[26]
- 55e album : Thomas Pesquet, 17 août 2017,  (ISBN 978-2362200465)[27]
- 56e album : Les JO de Raymond Depardon, 7 décembre 2017,  (ISBN 978-2362200489)[28]
- 57e album : Françoise Huguier, 8 mars 2018,  (ISBN 978-2362200502)[29]
- 58e album : JR, 5 juillet 2018,  (ISBN 978-2362200526)[30]
- 59e album : Vincent Munier, 8 novembre 2018,  (ISBN 978-2362200540)[31]
- 60e album : Véronique de Viguerie, 7 mars 2019,  (ISBN 978-2362200564)[32]
- 61e album : Jean-Jacques Sempé, 4 juillet 2019,  (ISBN 978-2362200588)[33]
- 62e album : Jean-Paul Goude, 31 octobre 2019,  (ISBN 978-2362200601)[34]
- 63e album : Philippe Halsman, 12 mars 2020,  (ISBN 978-2362200625)[35]
- 64e album : Laurent Ballesta, 2 juillet 2020,  (ISBN 978-2362200649)[36]
- 65e album : Riad Sattouf, 5 novembre 2020,  (ISBN 978-2362200663)[37]
- 66e album : Jacques Henri Lartigue, 4 mars 2021,  (ISBN 978-2362200779)[38]
- 67e album : David Bailey, 1er juillet 2021,  (ISBN 978-2362200816)[39]
- 68e album : Astérix, 21 octobre 2021,  (ISBN 978-2362200830)[40]
- 69e album : Patrick Chauvel, 3 mars 2022,  (ISBN 978-2362200854)[41]
- 70e album : les arbres, 2 juin 2022,  (ISBN 978-2362200878)[42]
- 71e album : Brassaï, 10 novembre 2022,  (ISBN 978-2362200892)[43]
- 72e album : Abbas, 9 mars 2023,  (ISBN 978-2362200915)[44]
- 73e album : la mer, 8 juin 2023,  (ISBN 978-2362200939)[45]
- 74e album : Elliott Erwitt, 2 novembre 2023,  (ISBN 978-2362200953)[46]
- 75e album : Willy Ronis, 7 mars 2024,  (ISBN 978-2362200977)[47]
- 76e album : Regards sur le Japon, 6 juin 2024,  (ISBN 978-2362200991)[48]
- 77e album : Martine Franck, 7 novembre 2024,  (ISBN 978-2362201011)[49]
- 78e album : Man Ray, 6 mars 2025,  (ISBN 978-2362201035)[50]
- 79e album : Vivian Maier, 5 juin 2025,  (ISBN 978-2362201059)[51]